# Kistufell (berg i Island, Austurland, lat 64,86, long -14,57)
Kistufell är ett berg i republiken Island. Det ligger i regionen Austurland, 400 km öster om huvudstaden Reykjavík. Toppen på Kistufell är 1 111 meter över havet.
Trakten runt Kistufell är nära nog obefolkad, med mindre än två invånare per kvadratkilometer. Det finns inga samhällen i närheten. Trakten runt Kistufell består i huvudsak av gräsmarker.